# قناة الغور الشرقية
قناة الملك عبدالله أو قناة الغور الشرقية قناة مائية أردنية اُنشئت عام 1963، تمتد حوالي 110 كم شرقي نهر الأردن، حيث تخترق مناطق الأغوار من بلدة العدسية و المخيبة الفوقا في أقصى شمال المملكة وحتى الشونة الجنوبية قرب البحر الميت. تتغذى القناة من مياه نهر اليرموك على الحدود الأردنية/ السورية، و نهر الزرقاء، وآبار المخيبة المخيبة الفوقا، بالإضافة إلى الأودية الجانبية. وتُعتبر الشريان الحيوي الذي يزود المناطق الزراعية في منطقة الأغوار الشمالية والوسطى بالمياه.

## تاريخ
كان الأردن ولا يزال يعاني من افتقاره لمصادر المياه سواءً للشرب أو للزراعة. وكان الرئيس الأمريكي الأسبق آيزنهاور قد أوفد الخبير أريك جونستون عام 1952 - 1954 إلى الشرق الأوسط لوضع خطة لتوزيع مياه نهر الأردن، ليحصل كل من سوريا ولبنان على 60% بينما تحصل إسرائيل على 40% ويحصل الأردن على 330 مليون متر مكعب في السنة من نهر اليرموك وإسرائيل 25 مليون متر مكعب، فأنشأ الأردن قناة الغور الشرقية (قناة الملك عبد الله) لإرواء 120 ألف دونم، وقد انتهى العمل في القناة عام 1963 بتمويل من الوكالة الأمريكية للتنمية الدولية. وكانت إسرائيل قد أقدمت على تجفيف بحيرة الحولة وإزالتها من الوجود عام 1958، وقد رفض العرب خطة جونستون ولم يحصلوا على شيء. كما أقدم الإسرائيليون على تحويل مياه نهر الأردن إلى صحراء النقب بدءا من عام 1964.
بعد معاهدة وادي عربة عام 1994، اتفق الجانبان الأردني والإسرائيلي على تزويد قناة الملك عبد الله بالمياه من بحيرة طبريا، حيث تم تحديد حصة الجانب الإسرائيلي، وإعطاء الأردن باقي التدفق دون تحديد نوعية المياه، بالإضافة إلى تخزين 50 مليون متر مكعب في بحيرة طبريا هي حصة الأردن في فصل الصيف. وقد بلغت الحقوق المائية المقرة من الجانبين والتي حال عدم تعاون الجانب الإسرائيلي في توفيرها للأردن منذ توقع اتفاقية السلام 450 مليون متر مكعب.
وقد شهدت القناة أكثر من مرة ابتداء من عام 1998 تلويثا إسرائيليا متعمّدا للمياه التي يتم ضخها إليها، في اختراق واضح لمعاهدة السلام، مما أجبر السلطات الأردنية على إغلاق المصادر المغذية للقناة عدة مرات.

## وصلات خارجية
- البوصلة - أول فيلم وثائقي عن اتفاقية وادي عربة | قناة الجزيرة